# De slag om Nederland
De slag om Nederland is een televisieprogramma van de VPRO waarin misstanden in het bestuur in Nederland aan de kaak werden gesteld. Het programma werd door Roland Duong, Teun van de Keuken en Andrea van Pol gemaakt en gepresenteerd. Duong en Van de Keuken werkten eerder samen voor Keuringsdienst van Waarde, een consumentenprogramma over de voedselindustrie. Vanaf 2009 maakten zij het programma De slag om Brussel (vanaf 2013 De slag om Europa geheten), waarvoor zij reportages maakten over de regelgeving en de politiek van de Europese Unie.
De eerste aflevering van De slag om Nederland werd op maandag 16 januari 2012 op Nederland 2 uitgezonden. Het eerste seizoen ging onder meer over verkwisting van belastinggeld, leegstaande bedrijfspanden en inspraak van burgers bij de besluitvorming in Nederland. In mei 2012 werd het winkelcentrum in de Enschedese wijk Stokhorst door de programmamakers uitgeroepen tot lelijkste plek van Nederland, een twijfelachtige eer waarvoor de kijkers van het programma gedurende het seizoen plekken nomineerden.
Het tweede seizoen van het programma ging op 21 januari 2013 van start en de laatste aflevering werd op 3 mei 2013 uitgezonden.